# Deux Moi
Pour plus de détails, voir Fiche technique et Distribution.
Deux Moi est un film français co-écrit et réalisé par Cédric Klapisch, sorti en 2019.

## Synopsis
Deux trentenaires, Rémy et Mélanie (François Civil et Ana Girardot), vivent dans le même quartier de Paris, au même étage de deux immeubles mitoyens donnant sur des voies ferrées où l'on voit passer des trains en partance vers la banlieue et le Nord. Victimes de la solitude des grandes villes, ils tentent de faire des rencontres, notamment sur les réseaux sociaux, sans succès. En proie chacun à un malaise existentiel, ils suivent tous deux une psychothérapie pour soigner leurs blessures, se croisant souvent sans le savoir en empruntant deux routes qui les mèneront dans la même direction.

## Fiche technique
Sauf indication contraire, les informations mentionnées dans cette section peuvent être confirmées par la base de données cinématographiques Unifrance,  présente dans la section « Liens externes ».
- Titre original : Deux Moi
- Réalisation : Cédric Klapisch
- Scénario : Santiago Amigorena et Cédric Klapisch
- Musique : Loïk Dury et Christophe Minck
- Décors : Chloé Cambournac
- Costumes : Anne Schotte
- Photographie : Élodie Tahtane
- Son : Cyril Moisson
- Montage : Valentin Féron
- Production : Bruno Lévy
- Sociétés de production : Ce qui me meut ; France 2 Cinéma et Studio Canal (coproductions)
- Société de distribution : Studio Canal
- Pays de production :  France
- Langue originale : français
- Format : couleur — 35 mm — Dolby 5.1
- Genre : comédie dramatique
- Durée : 110 minutes
- Dates de sortie :
  - France : 21 août 2019 (Festival du film francophone d'Angoulême)[1] ; 11 septembre 2019 (sortie nationale)
  - Belgique, Suisse romande : 11 septembre 2019

## Distribution
- François Civil : Rémy Pelletier
- Ana Girardot : Mélanie Brunet
- François Berléand : le psy de Rémy
- Camille Cottin : la psy de Mélanie
- Simon Abkarian : Mansour, l'épicier
- Eye Haïdara : Djena, la collègue de Rémy du centre d’appels
- Rebecca Marder : Capucine Brunet, la sœur de Mélanie
- Marie Bunel : la mère de Rémy
- Patrick d'Assumçao : le père de Rémy
- Emmanuelle Bouaziz : la sœur de Rémy
- Vincent Scalera : le frère de Rémy
- Zinedine Soualem : Michel, le pharmacien
- Virginie Hocq : la pharmacienne
- Paul Hamy : Steevy, le coup d'un soir de Mélanie
- Pierre Niney : Mathieu Bernard
- Nadège Beausson-Diagne : la voisine de Rémy
- Satya Dusaugey : le beau-frère de Rémy
- Garance Clavel : la belle-sœur de Rémy
- Jeanne Arènes : Lucie
- Emmanuel Quatra : le chef d'équipe de l'entrepôt
- Renée Le Calm : la vieille dame centenaire au téléphone
- Michel Lerousseau : le directeur de recherche
- Dady Saint-Thomas : Dady, le prof de konpa
- Emanuelle Ara : la prof de konpa
- Juliette Navis : la danseuse de konpa
- Pierre Cachia : le DRH
- Jessé Rémond Lacroix : Amaury
- Michel Biel : l'ami de l'escalade
- Candice Bouchet : Chloé
- Brune Renault : Charlotte
- Quentin Faure : Guillaume
- Cédric Klapisch : caméo

Cédric Klapisch remet ici en vedette deux des interprètes de son précédent film, Ce qui nous lie (2017), François Civil et Ana Girardot. Ils y jouaient un frère et une sœur héritant d'un domaine viticole en Bourgogne.
Deux Moi est le dernier film de l'actrice Renée Le Calm, qui est apparue dans six films de Cédric Klapisch. Elle est morte en juin 2019, à l'âge de cent ans, six mois après la fin du tournage et trois mois avant la sortie du film en salles.
Le psychothérapeute de Rémy, qui s'appelle J.B. Meyer, porte le même nom de famille et exerce le même type de métier que la mère de Cédric Klapisch, Françoise Meyer, psychanalyste.
Le réalisateur Cédric Klapisch fait un caméo, comme souvent dans ses films, en jouant l'un des convives, au pot de départ à la retraite du psychologue Meyer (François Berléand) où il discute avec celui-ci et d'autres convives avec un court texte à l'écran : « Puis bon alors quand je rentre chez moi, comme tu sais, ma femme est lacanienne, et chez moi c'est un enfer, elle  parle tout le temps... »

## Production

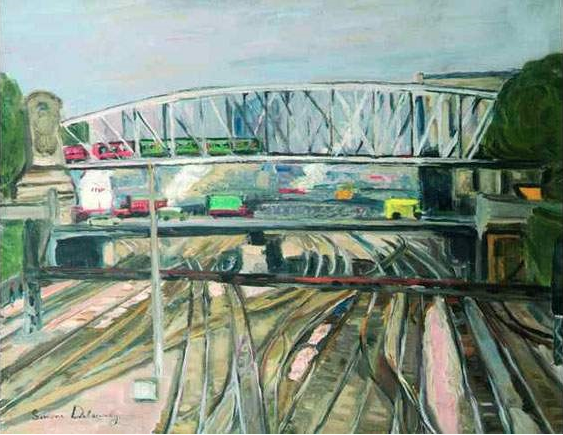
Rails La Chapelle de Simone Delaunay (circa 1955), viaduc du métro aérien vers station Stalingrad.

### Lieux de tournage
Le tournage a lieu du 8 octobre au 14 décembre 2018

principalement dans le nord de Paris dont la rue Stephenson, dans le 18e arrondissement, où habitent les deux personnages principaux, dans des immeubles mitoyens
(l'immeuble de Mélanie y existe vraiment,
l'immeuble de Rémy est un immeuble existant ailleurs qui a été reconstitué en 3D pour les besoins du film et placé à côté de celui de Mélanie
),
rue Marx-Dormoy (au no 22, Super Marché Sabbah Orientale), la rue de Torcy (pharmacie du Marché), la rue Doudeauville (scène où Mélanie fait un rêve où elle est dans un canapé au milieu d'une rue et scène où elle trouve le chat de Rémy, tournée dans l'arrière cour de l'immeuble au no 20) et la rue de Laghouat (intervention des pompiers).
La passerelle Claude-Bernard entre Aubervilliers et Paris, sur laquelle Rémy franchit le boulevard périphérique.

#### Lieux parisiens[5]
| Rue Stephenson Institut Curie Gare Rosa-Parks |

| N° | Libellé                                                                           |
| -- | --------------------------------------------------------------------------------- |
| 1  | à hauteur du 174 boulevard de la Villette                                         |
| 2  | à hauteur du 11 boulevard de la Chapelle, pont au dessus de la voie ferrée        |
| 3  | Station Châtelet-Les Halles, sorties Secteur Forum                                |
| 4  | Station Villiers ( )                                                              |
| 5  | Boulevard de la Chapelle                                                          |
| 6  | Rue Philippe de Girard                                                            |
| 7  | à hauteur du 124 boulevard de la Chapelle, près de la station Barbès-Rochechouart |
| 8  | Institut Curie, 26 rue d'Ulm                                                      |
| 9  | Entrepôt de la SMCP Logistique, à Vémars                                          |
| 10 | Station de métro 'Stalingrad' ( ), boulevard de la Villette                       |
| 11 | Rue Jean-François-Lépine                                                          |
| 12 | Rue Stephenson                                                                    |
| 13 | Rue Stephenson, coté ouest, donnant sur la voie ferrée                            |
| 14 | Rue de Torcy                                                                      |
| 15 | Pharmacie du Marché 42 rue de Torcy                                               |
| 15 | Pont de l'Archevêché                                                              |
| 16 | Rue de Jessaint                                                                   |
| 17 | Supermarché Sabbah Orientale, 22 rue Max-Dormoy                                   |
| 18 | Rue Max-Dormoy                                                                    |
| 19 | dans un café[Où ?]                                                                |
| 20 | 20 quai de la Loire                                                               |
| 21 | (lieu à préciser)[Où ?]                                                           |
| 22 | Gare Rosa Parks                                                                   |
| 23 | Terrasse donnant sur la voie ferrée l'immeuble des 38-40 rue Stephenson           |
| 24 | 20-22 rue Doudeauville                                                            |
| 25 | Passerelle Claude-Bernard                                                         |
| 26 | Rue Doudeauville                                                                  |
| 27 | Centre de danse du Marais, 41 rue du Temple                                       |
| 28 | Rue de Laghouat                                                                   |
| 29 | Face au 15 rue de Laghouat                                                        |
| 30 | Parc national des Écrins                                                          |
| 31 | église Notre-Dame-de-l'Assomption                                                 |

## Accueil

### Critiques
Le site Allociné propose une moyenne de 3.7⁄5 à partir de l'interprétation de plusieurs critiques de presse.
Télérama écrit qu'avec ce film « Cédric Klapisch retrouve Paris et une nouvelle jeunesse. ». Première, quant à lui, écrit que « Cédric Klapisch retrouve son cher Paris pour un portrait d'une jeunesse désenchantée, accro aux réseaux sociaux et repliée sur elle-même. ».

### Box-office
| Pays ou région | Box-office      | Date d'arrêt du box-office | Nombre de semaines |
| -------------- | --------------- | -------------------------- | ------------------ |
| France         | 646 443 entrées | 20 novembre 2019           | 10                 |
| Total mondial  | 4 867 356 $     | -                          | -                  |